# What It Means to Fall Apart
What It Means to Fall Apart è il settimo album in studio del gruppo musicale statunitense Mayday Parade, pubblicato il 19 novembre 2021.

## Tracce
1. Kids of Summer – 3:39
2. Golden Days – 4:09
3. Think of You – 3:55
4. If My Ghosts Don’t Play, I Don’t Play – 4:07
5. Sideways – 4:04
6. One for the Rocks and One for the Scary – 4:03
7. Bad at Love – 3:22
8. Notice – 3:19
9. Heaven – 2:33
10. Angels Die Too – 3:53
11. You Not Me – 3:35
12. I Can't Do This Anymore – 3:40

Durata totale: 44:19